# Beschermd gebied van de Danumvallei
Het beschermd gebied van de Danumvallei (Danum Valley Conservation Area) bestaat uit primair, maagdelijk, voornamelijk laagland tropisch regenwoud met een uitzonderlijk rijk palet van de flora en fauna van Borneo. Sinds 1998 heeft het de status van bosreservaat en beschermd nationaal erfgoed. 

## Geschiedenis
De Danumvallei was een niet formeel beschermd gebied binnen het Bosreservaat Ulu Segama dat bestond uit primair tropisch regenwoud. Het was onderdeel van een gebied van bijna een 10.000 km² dat de Sabahstichting (Yayasan Sabah) in concessie had gekregen. In 1976 stelde de Maleisische afdeling van het WWF voor om dit gebied tot nationaal park te verklaren.
Het gebied is nu 438 km² groot. Het bestuur van de Sabahstichting besloot op 28 november 1980 om de vallei binnen het concessiegebied te laten, maar om er niet te gaan kappen met het doel de natuur te behouden. Daarom heet het nu het beschermd gebied van de Danumvallei. In mei 1995 kreeg het gebied de IUCN status I bosreservaat via een meerderheidsbesluit van de wetgevende vergadering van de deelstaat Sabah. In 1998 kreeg het de status van beschermd nationaal erfgoed. 

## Beheer
Het beschermd gebied van de Danumvallei behoort tot de best beschermde stukken regenwoud van de Oude Wereld. In het gebied is een veldstation voor ecologisch onderzoek gevestigd. Het reservaat ligt binnen een 10.000 km² groot concessiegebied van de Sabahstichting waarbinnen de bossen op zo natuurlijke mogelijke wijze worden beheerd, maar waarbinnen ook aangeplant bos en oliepalmplantages liggen. Verder vindt er herbebossing plaats en is er ruimte voor duurzaam toerisme. De opbrengsten van deze ondernemingen worden gebruikt voor het welzijn van de plaatselijke bevolking, onderwijs en natuurbeschermingsprojecten.